# Ulrich Huttner
Ulrich Huttner (* 19. Mai 1965 in Weilheim) ist ein deutscher Althistoriker.
Ulrich Huttner studierte zwischen 1986 und 1991 Alte Geschichte, Klassische Archäologie und Lateinische Philologie an der Ludwig-Maximilians-Universität in München. Von 1992 bis 1994 arbeitete er danach in München als Wissenschaftliche Hilfskraft an der Kommission für Alte Geschichte und Epigraphik des Deutschen Archäologischen Instituts. Daran schloss sich eine Zeit als Wissenschaftlicher Assistent am Lehrstuhl für Alte Geschichte an der Universität Leipzig an. In dieser Zeit erfolgte 1995 die Promotion in München bei Hatto H. Schmitt mit der Arbeit Die politische Rolle der Heraklesgestalt im griechischen Herrschertum. Im Juni 2001 folgte in Leipzig die Habilitation mit der 2004 publizierten Arbeit Recusatio imperii. Ein politisches Ritual zwischen Ethik und Taktik, anschließend wurde Huttner Oberassistent in Leipzig. Bereits 2002 wechselte er als Hochschuldozent an das Historische Institut der Universität Dortmund und blieb dort bis 2007. Danach ging Huttner als Privatdozent an die Universität Leipzig und wechselte 2008 an die Humboldt-Universität zu Berlin. Dort vertrat er im Sommersemester 2008 eine Professur und war anschließend bis März 2014 Lehrbeauftragter am Institut für Geschichte und wissenschaftlicher Mitarbeiter in der Theologischen Fakultät. Seit April 2014 ist er W2-Professor für Alte
Geschichte an der Universität Siegen.
Sein Bruder war der Historiker Markus Huttner.

## Schriften
- Die politische Rolle der Heraklesgestalt im griechischen Herrschertum. (Historia-Einzelschriften, Band 112), Steiner, Stuttgart 1997, ISBN 3-515-07039-7.
- Herausgeber mit Charlotte Schubert: Frauenmedizin in der Antike. Griechisch-lateinisch-deutsch. (= Sammlung Tusculum), Artemis und Winkler, Düsseldorf und Zürich 1999, ISBN 3-7608-1711-4.
- Recusatio imperii. Ein politisches Ritual zwischen Ethik und Taktik. (= Spudasmata, Band 93) Olms, Hildesheim und andere 2004, ISBN 3-487-12563-3.
- Römische Antike. (= UTB M), Francke, Tübingen 2013, ISBN 978-3-8252-3919-0.
- Early Christianity in the Lycus Valley. Leiden 2013, ISBN 978-90-04-26428-1